# Sandskæg (art)
Sandskæg (Corynephorus canescens) er en 10-20 cm høj urt, der vokser på sandede marker og i klitter.

## Beskrivelse
Sandskæg er en græsart, som er en tuedannende flerårig urt. Vækstformen er bestemt af de stift oprette blade, som er indrullede, børsteagtige og overtrukket med en lyseblå dug. Farven er blågrøn på begge sider. De blomsterbærende stængler er spinkle og har ofte et knæk ved ét af de laveste knæ. Blomsterne ses i september-oktober, og de sidder i en udspærret top. Frugterne er små nødder, der sidder to og to sammen bag deres fælles avne.
Arten har et meget vidt udbredt og dybtgående rodnet.
Højde x bredde og årlig tilvækst: 0,05 x 0,05 (5 x 0,5 cm/år).

## Voksested
Arten er vildtvoksende i Danmark, hvor den findes som pionerplante på blottede sandflader, klitter, heder, overdrev og i grusgrave.
| Portal | Portal:Botanik |